# 劳伦斯·沃勒斯海姆
劳伦斯·多米尼克·沃勒斯海姆（Lawrence Dominick Wollersheim）是美国前山達基人，他于1980年起诉了山达基教会。当教会在法庭资料中详细阐述運作中的希坦第三级（OT III）的材料时，教義中外星人茲努的故事被隨之公之于众。在沃勒斯海姆的案件中，山达基教有关茲努及外星人入侵地球的信仰的“绝密”材料被提交给洛杉矶法庭。世界各地的媒体从公開的法庭记录中复制其內容并发表。
沃勒斯海姆于1993年参与创立了事實網（FACTNet），该组织的目标是帮助其他遭受邪教虐待的受害者。此后他一直活跃于其他几家非营利组织。

## 沃勒斯海姆诉山达基教会

### 背景
沃勒斯海姆于1969年首次接触山達基。 1973年，他加入山达基教会的海洋機構，最初在陸地上的名人中心工作，后来被派往山达基教会的船只“玻利瓦尔号”（Bolivar）上。在那里，他每天被安排艱苦工作19个小时，并且被迫在船隻底層的貨艙里睡觉。他感觉自己失去了理智，因此试图逃船，但却被抓获并遣返回国。他们威胁他需要与妻子、父母和其他家庭成员“隔離”，并威胁说如果他离开就会收到一張懲罰他白吃白喝的账单。有时，他每天被锁在船舱里18个小时剝奪睡眠，每天只喂一次饭。
沃勒斯海姆说：“我因“OT III”而導致精神失常。我失去了自我意识”。1979年，他考虑过自杀，但山达基教强迫他進行更多的聽析。在聽析过程中，他又两次精神崩溃。 
沃勒斯海姆离开了海洋機構，一直经营着一家摄影作品销售公司；他的132 名员工和几乎所有客户都是山達基人。当山达基教开始实施報復手段“公平遊戲”時，他们指示所有山達基人——員工辭職，客戶停止下單并停止支付欠款——直接導致沃勒斯海姆破产。他的精神状况恶化，最终不得不接受精神病治疗。

### 诉讼
1980年，沃勒斯海姆对山达基教会提起诉讼，指控其犯有欺诈、故意造成精神伤害和过失造成精神伤害等罪行。 
为了阻止诉讼，山达基教会向沃勒斯海姆提起了《反诈骗及腐败组织法》诉讼，随后又提起了第二、第三和第四次诉讼。但这些诉讼均被法院驳回。教會起诉了他的律师和专家证人，并對他的一名律师发起了诋毁和勒索。该教会还骚扰了负责此案的法官，法官称他被跟踪，汽車輪胎被扎破，宠物狗在自家游泳池里淹死。 
在为期五个月的調查取證过程中，专家证人证实，山達基“聽析”和“隔離”的手段引發了沃勒斯海姆的精神失常。他们还提供了证据，详细说明了山达基教的报复政策，即“公平游戏”。 
1986年7月，陪审团判决赔偿金500万美元，惩罚性赔偿金2500万美元 。

### OT III 秘密文件
在审判期间，運作中的希坦第三級（OT III）文件已作为案件证据出示，法官宣布这些文件将会被公开。由于试图阻止公众获取他们的机密“经文”，1500名山達基人挤满了法院的三层楼，每个人都要求借閲复印这些文件，并挤满书记员办公室，以使其他人无法获取这些文件。尽管他们付出了巨大努力，《洛杉矶时报》还是成功獲得了一份副本，并刊登了文本的摘要，美国各地的报纸都对此纷纷报道。
比經濟損失更糟糕的是全世界教會因經文所受到的嘲笑以及對秘密教義的失控。教會再也沒有從這次打擊中恢復過來。——勞倫斯·萊特

### “沃勒斯海姆一分钱也拿不到”
山达基教会官员发誓永不支付罚款，并表示： 
這對山達基教來說是一個驚人的打擊，但大部分人從該案中獲得的最深刻的印象可能是山達基教會自己的行動，他們在宣判後的一個多月裡日復一日地持續在法院前抗議。山達基人在街對面搭建的帳篷城堡裡舉行示威活動，佩戴著用十美分硬幣製成的別針，一遍又一遍地高呼：“沃勒斯海姆一毛錢都別想拿到！”——托尼·奧爾特加（Tony Ortega）
山达基教会对判决提出上诉，赔偿金额于1989年降至250万美元。 教会对250万美元的赔偿金额提出质疑，但上訴被驳回，沃勒斯海姆还获得了13萬506.71美元的额外律师费。 
山达基声称该案被告人“加州山达基教会”（Church of Scientology of California）的资产已耗尽，因此该教会已破产而無法支付判決金額。然而在接下来的几年里，沃勒斯海姆方面收集了详细的证据，证明山达基教会早已将资产從加州教會转移到山达基教會網絡內部的其他機構。
2002年5月9日，就在本應當庭出示该证据的听证会的前一個小时，山达基教会开出了一张近870万美元的支票用于偿还判決金和違約利息。据熟悉山达基教诉讼的律师称，沃勒斯海姆的判决是山达基教有史以来第一次直接支付赔偿金。

### 870万美元
法院发放了钱：其中540万美元用于支付沃勒斯海姆的律师费，部分用于支付沃勒斯海姆对该賠償的纳税义务。“9月30日，洛杉矶高等法院法官罗伯特·赫斯（Robert Hess）批准了沃勒斯海姆的动议，向其返还剩余的被扣押资金，总额约为180万美元。”
律师莱塔·施洛瑟（Leta Schlosser）在获得10万美元之後，她又提起诉讼要求再赔偿530万美元。2006年，赫斯法官表示，根据《职业行为规则》 ，施洛瑟不具备可执行的留置权，陪审团判决施洛瑟赔偿31萬3000美元，并及时支付。  

## 事實網
1993年，沃勒斯海姆与鮑勃·佩尼（Bob Penny）共同创立了事實網（FACTNet）向外界介紹山達基教義。
1995年，沃勒斯海姆位于科羅拉多州博尔德的公寓遭到美國联邦法警和山达基教会官员的搜查，以未經許可出版受著作權保護的資料爲由，他的电脑被作为证据没收
:153 : 153 。